# 12명의 죽고 싶은 아이들
《12명의 죽고 싶은 아이들》(일본어: 十二人の死にたい子どもたち, 영어: 12 Suicidal Teens)는 2019년 1월에 개봉한 일본의 미스터리, 스릴러, 드라마 영화이다.
 츠츠미 유키히코가 감독을 쿠라모치 유타카가 각본을 맡았다.
 일본은 2019년 1월 25일에 홍콩은 2019년 4월 11일에 대만은 2019년 4월 12일에 개봉되었다.

## 줄거리
폐병원에 12명의 아이들이 안락사를 위해 모였다

그러나 그들이 모인 곳엔 아직 온기가 남아있는

13번째 아이의 시체가 있는데...

범인이 주변에 있을 수 있는 상황에서

과연 아이들은 안락사를 무사히 진행할 수 있을까?...

## 출연진
- 스기사키 하나 - 안리 역
- 키타무라 타쿠미 - 노부오 역
- 하시모토 칸나 - 료코 역
- 타카스기 마히로 - 사토시 역
- 아라타 마켄유 - 신지로 역
- 쿠로시마 유이나 - 메이코 역
- 후치노 유토 - 켄이치 역
- 후루카와 코토네 - 미츠에 역
- 하기와라 리쿠 - 타카히로 역
- 반도우 료타 - 세이고 역
- 요시카와 아이 - 마이 역
- 타케우치 아이사 - 유키 역